# 马仪
马仪（1920年3月—2009年9月10日），曾用名马万范，男，山东黄县（今龙口）人，中国政治人物，原国家经济委员会副主任，中华全国工商业联合会原副主席，第七、八届全国政协委员。

## 生平
1936年至1939年6月在黄县崇实中学读书期间参加抗日救亡活动。1939年7月到北海特委青年部工作。1939年加入中国共产党。历任中共北海特委青年部干事，黄县黄北中心区委书记，烟台市青年抗日救国联合会主任，1946年2月选调延安任中共中央青年工作委员会干事，1949年3月任青年团中央副秘书长。1952年至1970年在第一机械工业部、国家基本建设委员会机械工业局局长，国家计划委员会机械工业计划局局长。1970年7月任第一机械工业部副部长、党组副书记。1977年7月任国家计划委员会副主任。1978年6月任国家经济委员会常务副主任、党组副书记。中国石油化工总公司常务副董事长，中华全国工商业联合会副主席、党组副书记，第七届全国政协委员、七届、八届全国政协经济委员会常务副主任等。